# Banholt
Banholt (en limbourgeois Tebannet) est un village néerlandais situé dans la commune d'Eijsden-Margraten, dans la province du Limbourg néerlandais. Le 1er janvier 2005, le village comptait 1 040 habitants.
Le 12 septembre 1944, Banholt et Terhorst sont libérés par le 119e Régiment de la 30e US Infantry Division « Old Hickory ».